# アルゴドネラス・デル・ウニオン・ラグーナ
アルゴドネラス・デル・ウニオン・ラグーナ（西: Algodoneras del Unión Laguna）は、メキシコのコアウイラ州トレオンを拠点とする女子ソフトボールチーム。リーガ・メヒカーナ・デ・ソフトボル（LMS）所属。

## 概要
メキシコのプロ野球リーグ、リーガ・メヒカーナ・デ・ベイスボル（LMB）に所属するアルゴドネロス・デル・ウニオン・ラグーナのソフトボールチーム。同国の女子ソフトボールリーグ、リーガ・メヒカーナ・デ・ソフトボル（LMS）に2025年から参加。

## タイトル
なし

## 歴代所属選手
捕手
- リンジー・トーマス（2025 - ）

内野手
- ブリット・フォンク（2025 - ）